# 伊良部町

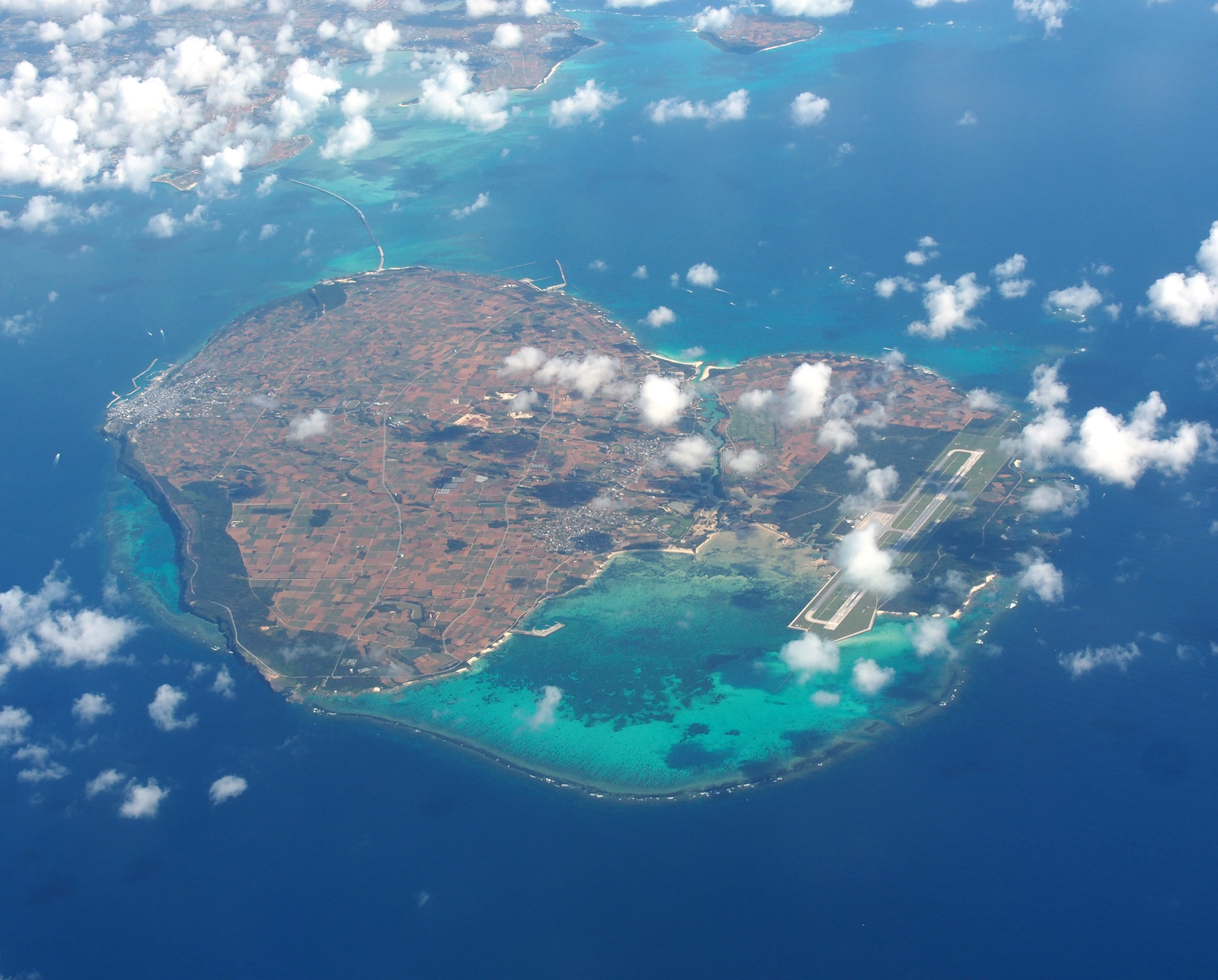
伊良部町（左：伊良部島、右：下地島）

伊良部町（いらぶちょう）は、かつて沖縄県宮古郡にあった町。
2005年10月1日に平良市・城辺町・上野村・下地町と合併して、宮古島市となり消滅。町役場は長浜に置かれており、合併後は宮古島市役所伊良部総合支所となった。以下は、特記のない限り合併直前の情報である。

## 地理
宮古島の北西に位置する伊良部島と下地島から成る。両島は6本の橋によって結ばれている。伊良部町時代には伊良部島と宮古島との間に橋はなく、定期航路が就航していた。

### 気候
| 伊良部 (標高10m)の気候                                     | 伊良部 (標高10m)の気候 | 伊良部 (標高10m)の気候 | 伊良部 (標高10m)の気候 | 伊良部 (標高10m)の気候 | 伊良部 (標高10m)の気候 | 伊良部 (標高10m)の気候 | 伊良部 (標高10m)の気候 | 伊良部 (標高10m)の気候 | 伊良部 (標高10m)の気候 | 伊良部 (標高10m)の気候 | 伊良部 (標高10m)の気候 | 伊良部 (標高10m)の気候 | 伊良部 (標高10m)の気候 |
| 月                                                         | 1月                    | 2月                    | 3月                    | 4月                    | 5月                    | 6月                    | 7月                    | 8月                    | 9月                    | 10月                   | 11月                   | 12月                   | 年                     |
| ---------------------------------------------------------- | ---------------------- | ---------------------- | ---------------------- | ---------------------- | ---------------------- | ---------------------- | ---------------------- | ---------------------- | ---------------------- | ---------------------- | ---------------------- | ---------------------- | ---------------------- |
| 最高気温記録 °C （°F）                                     | 27.8 (82)              | 27.5 (81.5)            | 29.5 (85.1)            | 30.2 (86.4)            | 32.2 (90)              | 33.8 (92.8)            | 35.0 (95)              | 35.1 (95.2)            | 33.9 (93)              | 31.8 (89.2)            | 31.2 (88.2)            | 28.9 (84)              | 35.1 (95.2)            |
| 平均最高気温 °C （°F）                                     | 20.2 (68.4)            | 20.6 (69.1)            | 22.4 (72.3)            | 24.9 (76.8)            | 27.4 (81.3)            | 29.8 (85.6)            | 31.7 (89.1)            | 31.2 (88.2)            | 30.0 (86)              | 27.8 (82)              | 24.9 (76.8)            | 21.7 (71.1)            | 26.05 (78.89)          |
| 日平均気温 °C （°F）                                       | 17.8 (64)              | 18.1 (64.6)            | 19.8 (67.6)            | 22.3 (72.1)            | 24.7 (76.5)            | 27.2 (81)              | 28.8 (83.8)            | 28.3 (82.9)            | 27.2 (81)              | 25.2 (77.4)            | 22.5 (72.5)            | 19.5 (67.1)            | 23.45 (74.21)          |
| 平均最低気温 °C （°F）                                     | 15.5 (59.9)            | 15.8 (60.4)            | 17.2 (63)              | 19.9 (67.8)            | 22.3 (72.1)            | 25.1 (77.2)            | 26.4 (79.5)            | 25.9 (78.6)            | 24.8 (76.6)            | 23.1 (73.6)            | 20.5 (68.9)            | 17.3 (63.1)            | 21.15 (70.06)          |
| 最低気温記録 °C （°F）                                     | 6.9 (44.4)             | 6.3 (43.3)             | 5.1 (41.2)             | 10.0 (50)              | 14.3 (57.7)            | 16.3 (61.3)            | 22.0 (71.6)            | 21.5 (70.7)            | 17.5 (63.5)            | 16.7 (62.1)            | 10.0 (50)              | 6.4 (43.5)             | 5.1 (41.2)             |
| 降水量 mm （inch）                                         | 116.9 (4.602)          | 122.4 (4.819)          | 128.6 (5.063)          | 152.1 (5.988)          | 184.6 (7.268)          | 174.3 (6.862)          | 102.4 (4.031)          | 208.0 (8.189)          | 194.6 (7.661)          | 129.6 (5.102)          | 116.1 (4.571)          | 129.0 (5.079)          | 1,758.4 (69.228)       |
| 平均降水日数 （≥1.0 mm）                                   | 12.9                   | 11.7                   | 12.9                   | 10.2                   | 10.7                   | 10.4                   | 9.2                    | 12.3                   | 11.9                   | 9.2                    | 11.1                   | 10.5                   | 133                    |
| 平均月間日照時間                                           | 93.9                   | 94.6                   | 125.0                  | 127.8                  | 130.0                  | 150.7                  | 208.1                  | 210.6                  | 189.2                  | 170.3                  | 128.3                  | 111.5                  | 1,740                  |
| 出典1：理科年表                                            |                        |                        |                        |                        |                        |                        |                        |                        |                        |                        |                        |                        |                        |
| 出典2：気象庁 (平均値：1978年-2000年、極値：1978年-2009年) |                        |                        |                        |                        |                        |                        |                        |                        |                        |                        |                        |                        |                        |

## 歴史
間切制時代は下地間切だったが、一部の村は平良間切に属していた。
- 1908年4月1日 - 島嶼町村制により伊良部島と下地島は伊良部村となる。
- 1940年6月30日 - 平良港から伊良部島に向かう貨客船『伊良部丸』（15トン）が伊良部港沖300m付近で沈没。75人が死亡・行方不明となった。原因は船の老朽化と定員オーバーと見られた[3]。
- 1979年 - 下地島空港が第三種空港として開港。1980年 - 1994年には那覇空港との定期航空路（1日1便）も運航していた。
- 1982年4月1日 - 町制施行し、伊良部町となる。
- 2005年10月1日 - 平良市・城辺町・上野村・下地町と合併し、宮古島市となる。伊良部町は廃止された。

## 行政
特別職（合併直前）
- 町長 - 浜川健
- 助役 - 川満一

行政区
- 池間添（いけまそえ）
- 前里添（まえざとそえ）
- 佐和田（さわだ）
- 長浜（ながはま）
- 国仲（くになか）
- 仲地（なかち）
- 伊良部（いらぶ）

合併後はこれら行政区（集落）の前に旧町名の「伊良部」がつき、「宮古島市伊良部字○○」となった。

## 教育

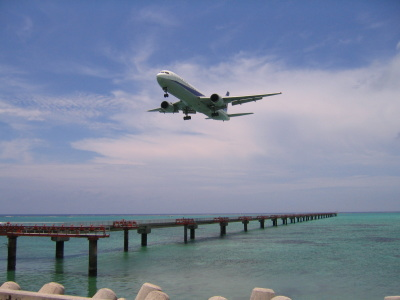
下地島空港へ着陸する訓練航空機

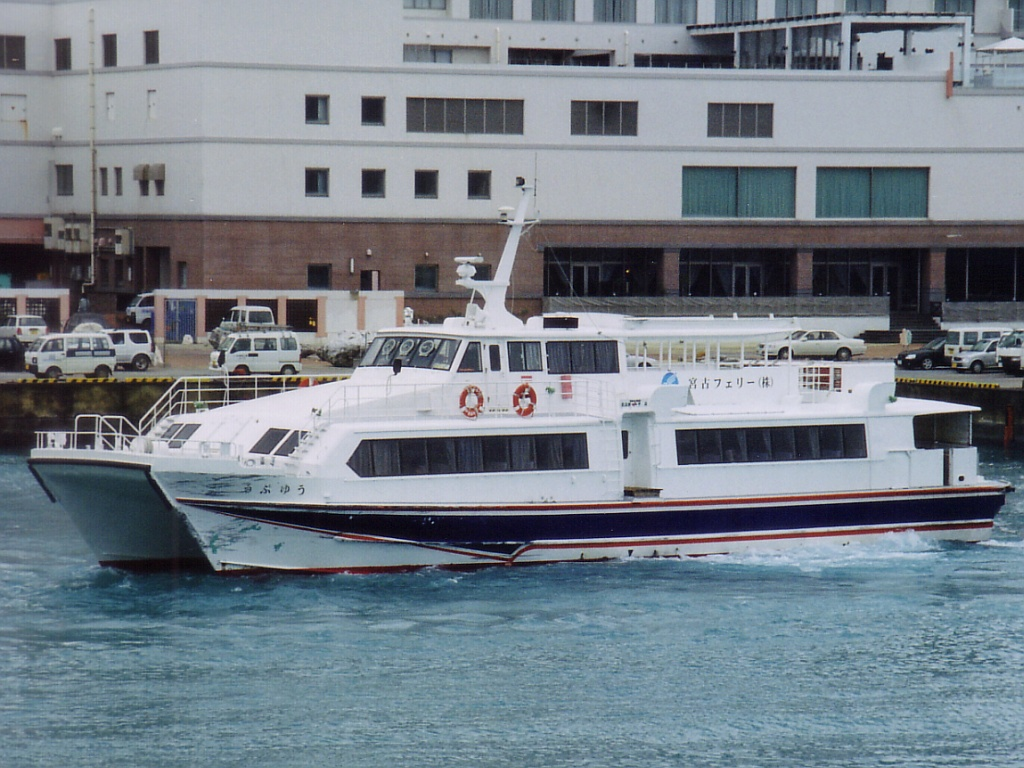
高速旅客船「うぷゆう」（平良港）

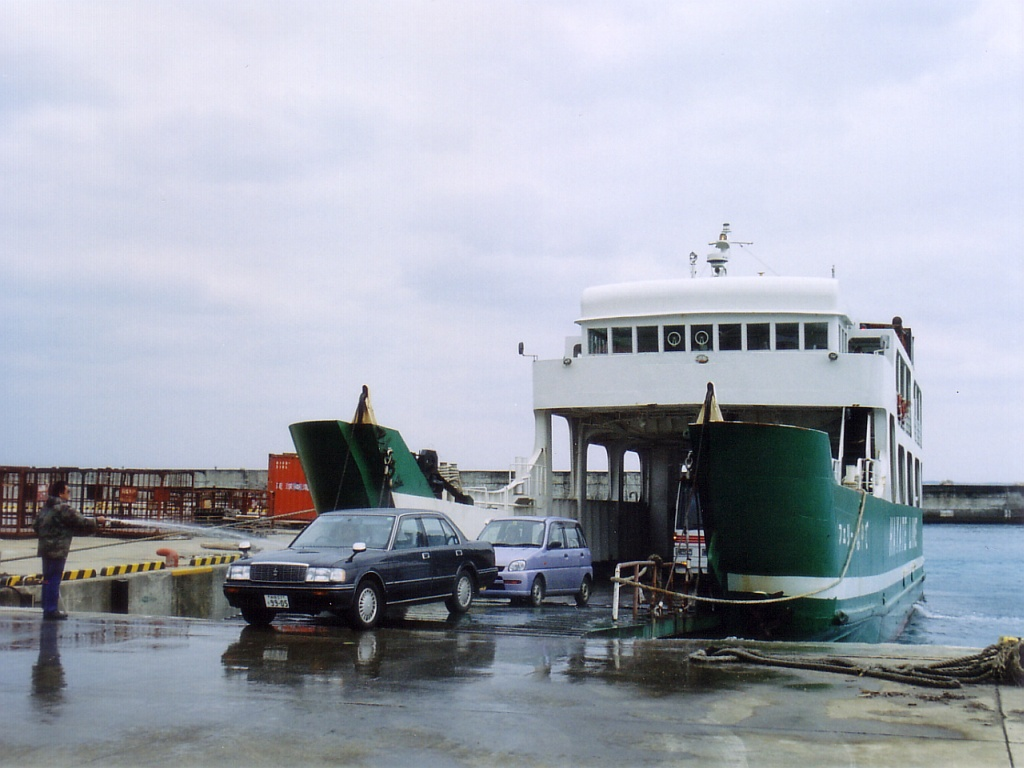
フェリーはやて（佐良浜港）

- 沖縄県立伊良部高等学校[注釈 2]
- 伊良部町立伊良部中学校[注釈 3]
- 伊良部町立佐良浜中学校[注釈 4]
- 伊良部町立伊良部小学校[注釈 5]
- 伊良部町立佐良浜小学校[注釈 6]

## 交通

### 空路
下地島空港
- パイロット訓練用空港。定期旅客便は1994年以降休航[注釈 7]。

### 航路
佐良浜港
- 宮古島・平良港（所要時間：高速旅客船で約12分、カーフェリーで約25分）
- 宮古フェリー
  - 高速旅客船 - うぷゆう・ゆがふ
  - カーフェリー - ゆうむつ
- はやて
  - 高速旅客船 - 第十八はやて丸
  - カーフェリー - フェリーはやて

長山港
※定期航路はなし

### 島内交通
路線バス
- 共和バス

タクシー
- 開発タクシー
- 新生タクシー
- 伊良部信用タクシー
- 日光タクシー

レンタカー
- サンレンタカー

道路
- 沖縄県道90号下地島空港佐良浜線
- 沖縄県道204号長山港佐良浜港線
- 沖縄県道252号平良下地島空港線（伊良部町時代は一部のみ開通）

## 主要施設

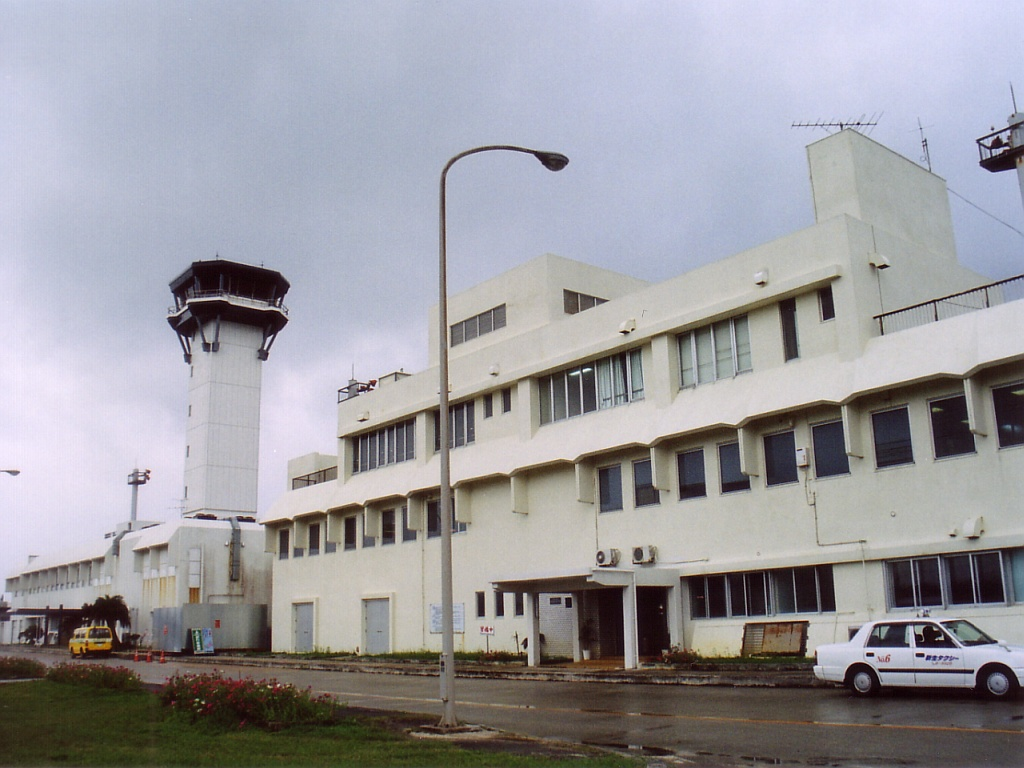
気象台下地島空港出張所

- 国土交通省宮古島地方気象台下地島空港出張所
- 沖縄県下地島空港管理事務所
- 琉球放送（RBCiラジオ）・ラジオ沖縄 (ROK)宮古島（伊良部）FMラジオ中継局（2005年4月に開局）
（RBCiは82.7MHz、ROKは84.1MHzで宮古島市内全域をカバー。NHKラジオとテレビ放送（NHK・民放）の中継局は宮古島にある）

## 名所・旧跡・観光スポット・祭事・催事

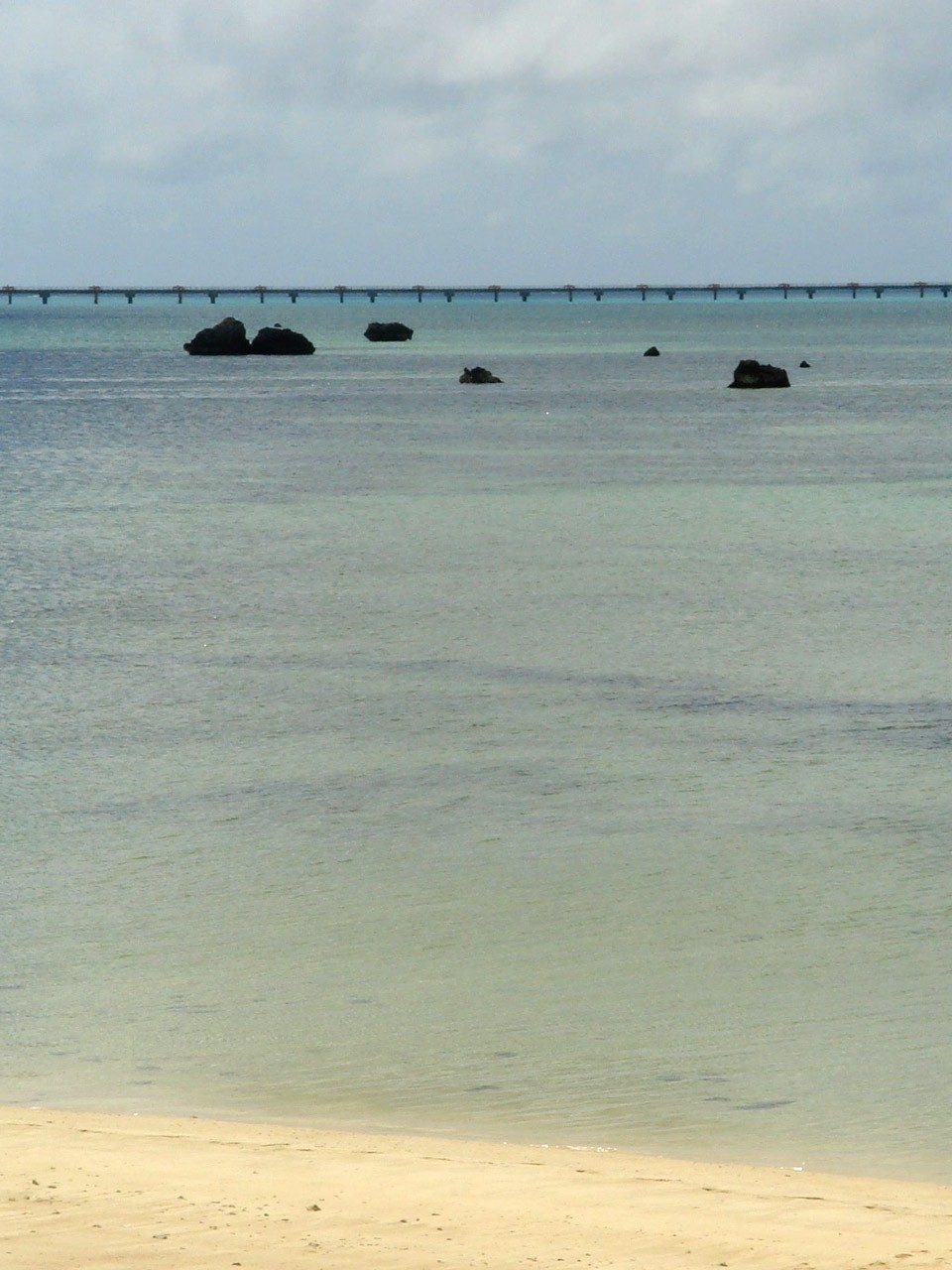
佐和田の浜

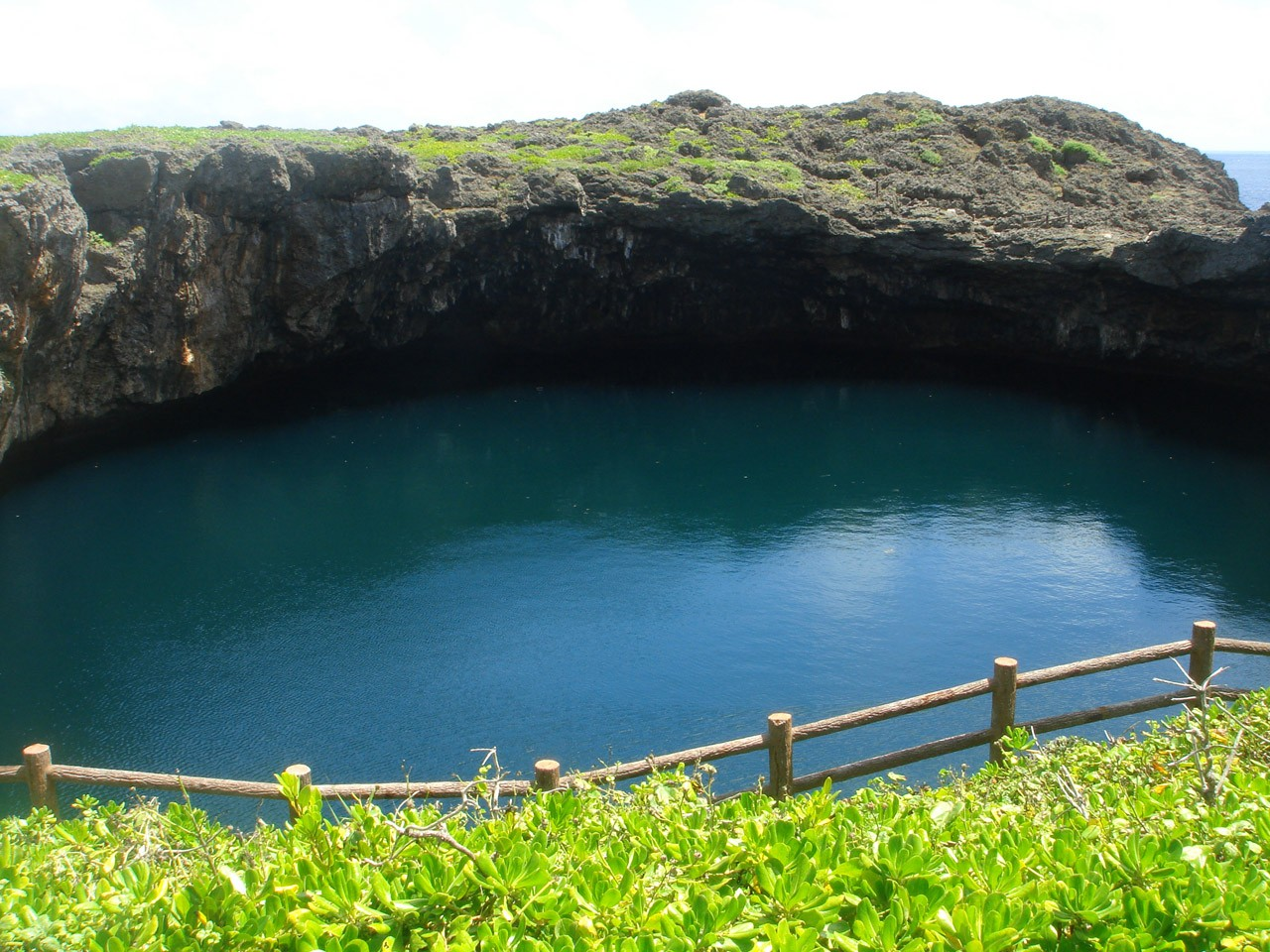
通り池

観光スポット

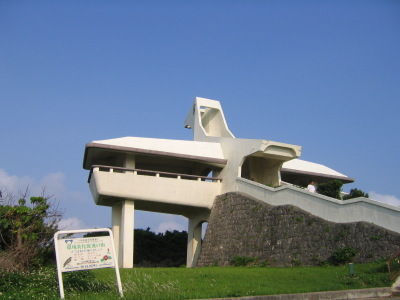
牧山展望台
- 白鳥崎
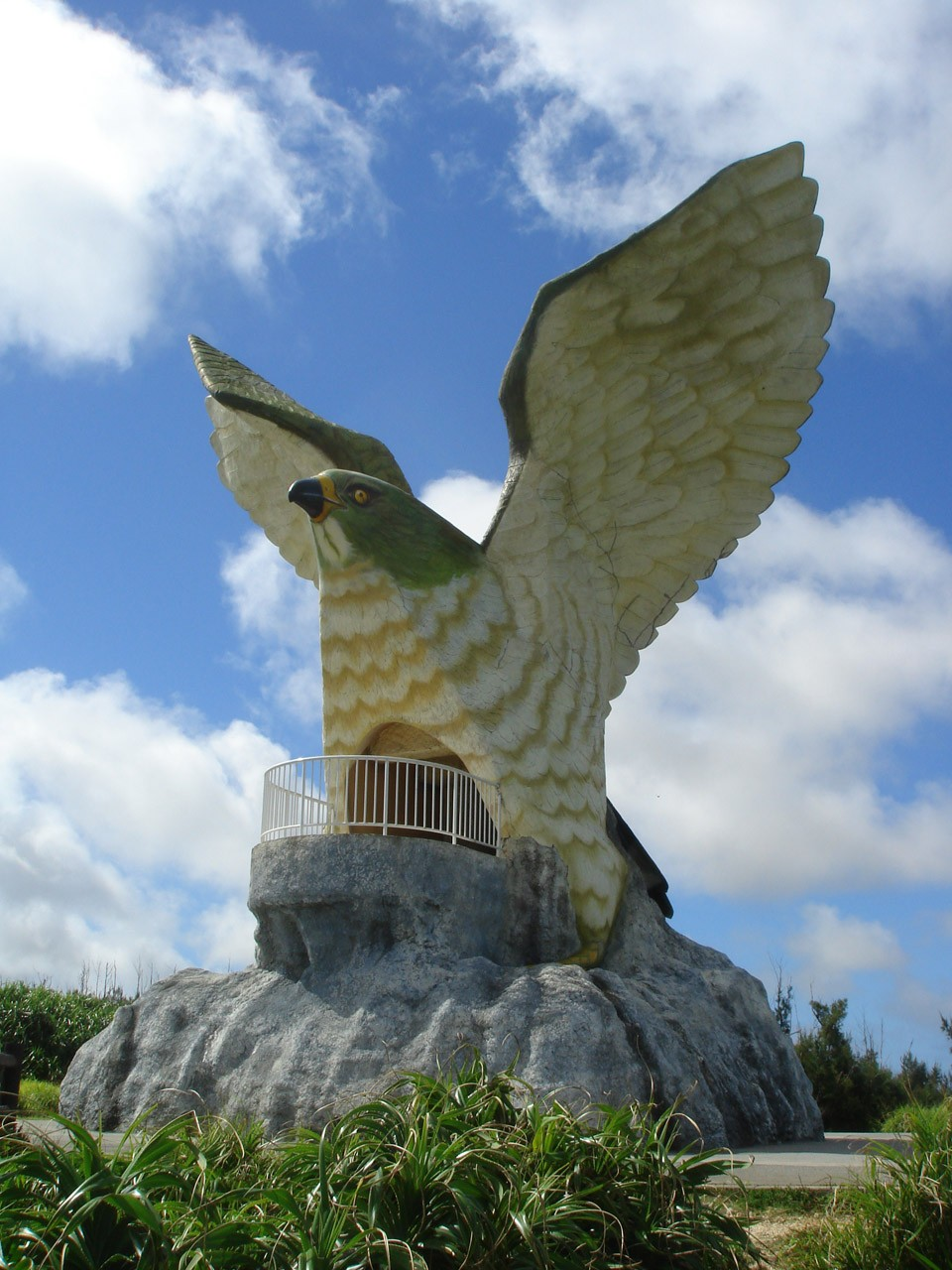
フナウザギバナタ
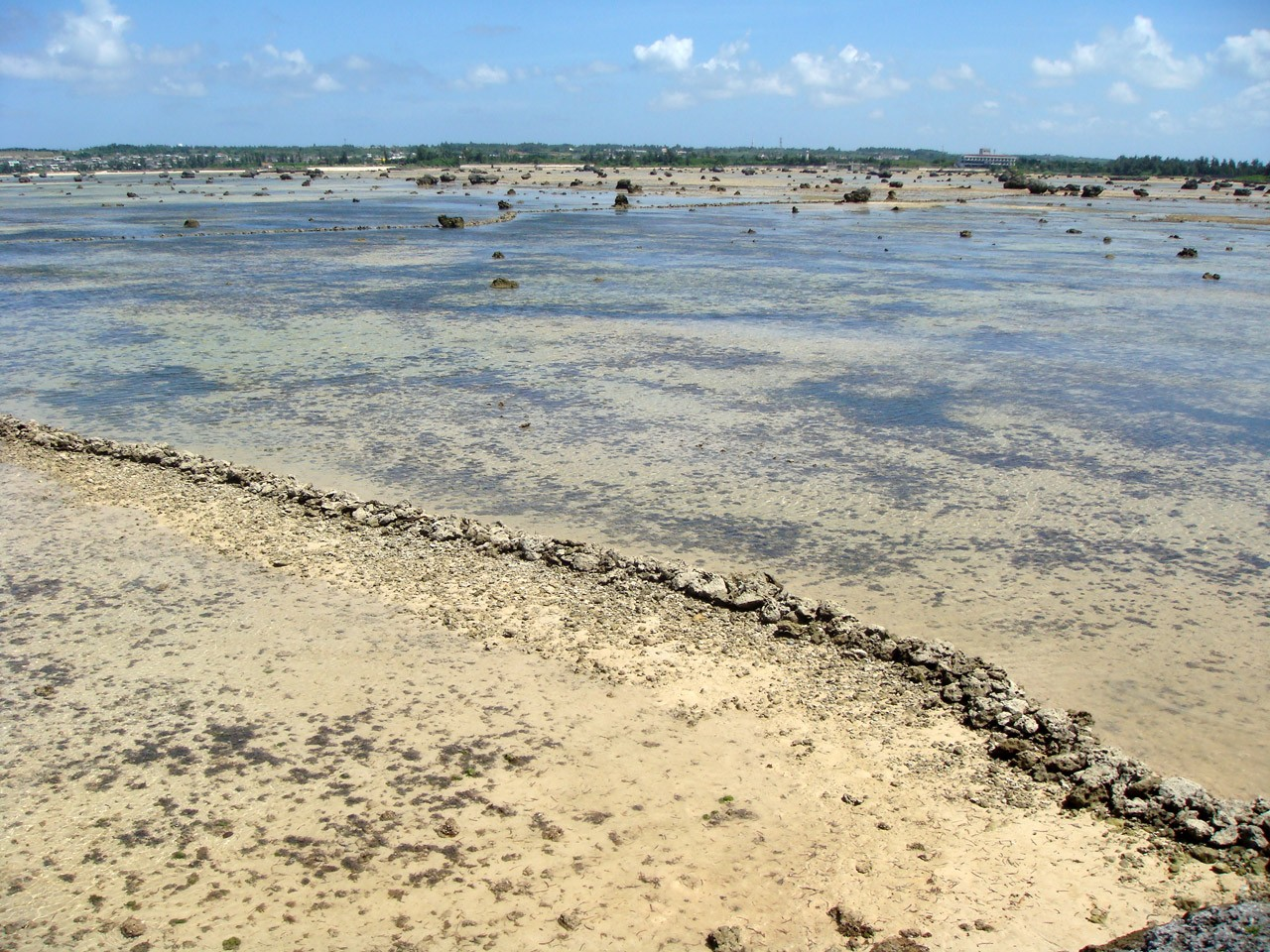
魚垣

- サバ沖井戸
- 魚垣（カツ）
- 下地島空港
- 通り池
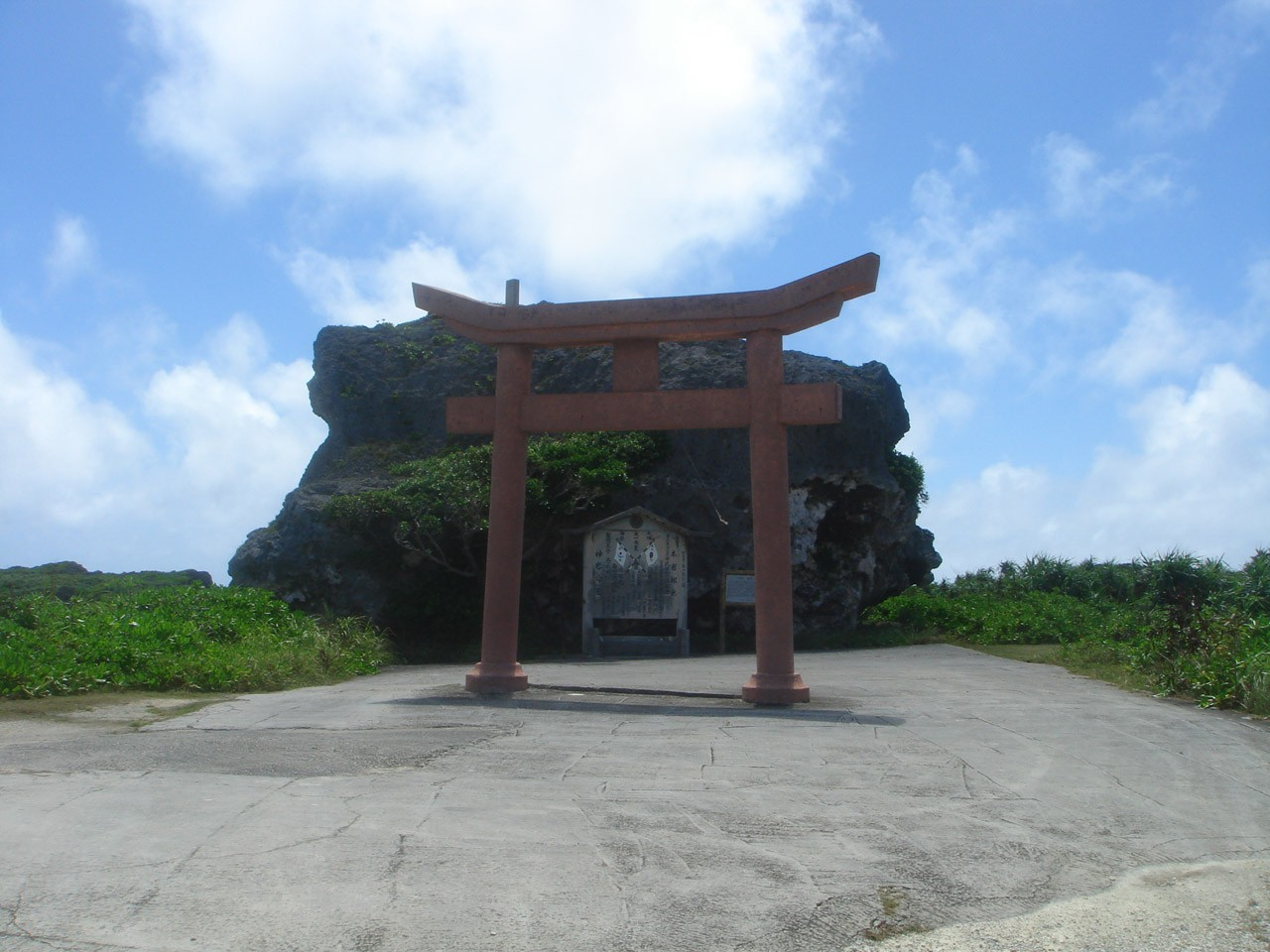
帯岩
- 中の島
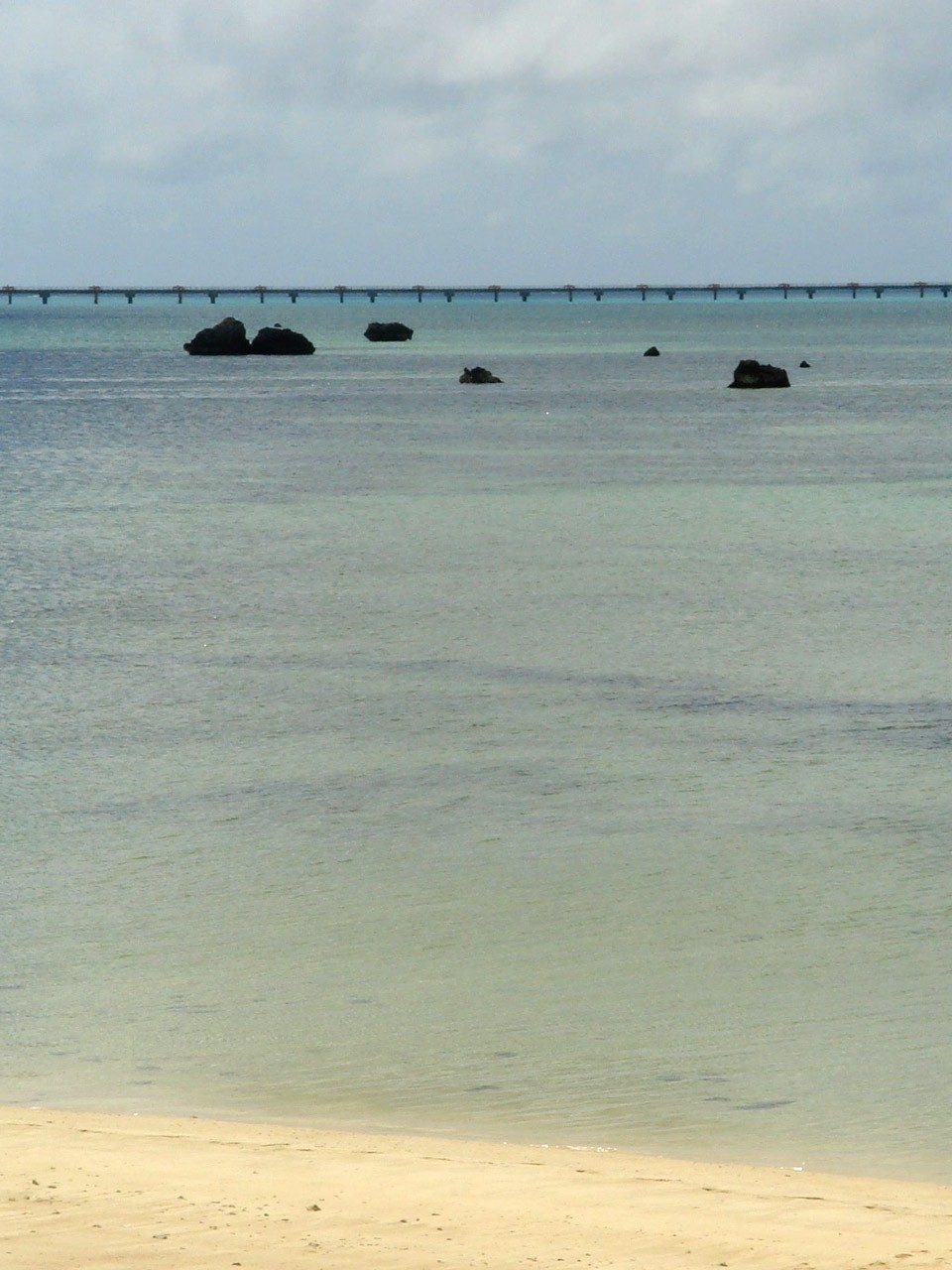
佐和田の浜
- 渡口の浜

祭事
- サニツ
- 豊年祭
- ミャークヅツ

催事
- 爬龍船大レース
- ハーリー（海神祭）
- ロマン海道・伊良部島マラソン

- 牧山展望台
- フナウサギバナタ
- 魚垣
- 帯岩
- 佐和田の浜

## 著名な出身者
- 友利健哉 - プロバスケットボール選手（bjリーグ・富山グラウジーズ）：伊良部町立佐良浜中学校出身
- 嘉大雅 - 琉球放送アナウンサー
- 渡久山慶 - ミュージカル俳優

## 関連事項
- 沖縄県の廃止市町村一覧
- 洞窟潜水
- ダイビング